# آرووردو
آرووردو (به پرتغالی: Arvoredo) یک منطقهٔ مسکونی در برزیل است که در سانتا کاتارینا واقع شده‌است. آرووردو ۲٬۲۳۴ نفر جمعیت دارد.